# Коновалов Валентин Олегович
Валентин Олегович Коновалов ( рос. Валенти́н Оле́гович Конова́лов; нар. 30 листопада 1987) — російський політик, голова Хакасії з 2018 року До того, як вступити на посаду, він був місцевим політиком.
Він є членом Комуністичної партії Російської Федерації, його підтримала права ЛДПР у його успішній спробі на виборах усунути з посади голови Хакасії чинного голову хакаського відділення правлячої партії «Єдина Росія» Віктора Зіміна, що підкреслило зростання настроїв проти естеблішменту в країні в цей період. Скоординовані зусилля, спрямовані на те, щоб запобігти його перемозі у другому турі, привернули загальнонаціональну увагу, і подібна ситуація сталася і під час його успішного переобрання у 2023 році .  Коновалов назвав боротьбу з корупцією головною темою свого губернаторства.

## Ранні роки і освіта
Валентин Коновалов народився 30 листопада 1987 року в Охотську Хабаровського краю. У дитинстві разом із батьками, обома інженерами, переїхав до Норильська Красноярського краю, де отримав освіту. Далі навчався в Хакаському державному університеті в Абакані, Хакасія.

## Початкова кар'єра
У 2014 році обраний першим секретарем комітету Абаканського міського осередку КПРФ
У березні 2018 року обраний першим секретарем комітету (лідером) Хакаського республіканського відділення КПРФ. 
У 2018 році Коновалов брав участь і в губернаторських, і в парламентських виборах. До Державної Думи балотувався від 4-го одномандатного округу. 9 вересня його було обрано депутатом Верховної Ради Хакасії і одночасно він вийшов до другого туру виборів губернатора Хакасії. Його перемога збіглася з виборами Сергія Фургала та Володимира Сипягіна, які також перемогли чинних лідерів "Єдиної Росії" в інших регіонах . Відтоді Фургал був ув'язнений, а Сипягін подав у відставку.

## Губернаторська кампанія 2018

Валентин Коновалов під час губернаторської кампанії, 28 липня 2018 р

Результати першого (ліворуч) та другого (праворуч) турів в розрізі територіальних виборчих комісій.

На сайті "Правда 19" пройшло голосування за підтримку народного кандидата від КПРФ. Проголосувало близько 5 тисяч осіб. Голосування завершилося 16 червня 2018 року. Перший секретар Комуністичної партії Республіки Хакасія Валентин Коновалов отримав 46%, депутат Верховної Ради Хакасії Олег Іванов отримав 34%. КПРФ вирішила висунути Коновалова на пост глави республіки Хакасія.  21 червня 2018 року Валентин Коновалов був висунутий кандидатом у глави Хакасії від КПРФ.
На виборах 9 вересня посів перше місце, набравши 44% і вийшов у другий тур. Другий тур мав відбутися 23 вересня, у ньому, крім Коновалова, мав брати участь чинний глава республіки Віктор Зімін, але він зняв свою кандидатуру за кілька днів до другого туру, через що голосування було перенесено на два тижні. Замість Зіміна у другому турі мав брати участь Андрій Філягін, який посів третє місце в першому турі, але він також зняв свою кандидатуру за кілька днів до голосування і другий тур знову перенесли на два тижні. Олександр Мяхар, який посів четверте місце в першому турі, мав брати участь у другому турі, але також відмовився брати участь у виборах, у зв'язку з чим голосування перенесли на 11 листопада. Оскільки інших кандидатів не було, відповідно до російського законодавства другий тур мав бути безальтернативним. У голосуванні мав брати участь лише Валентин Коновалов, а виборці мали голосувати «за» чи «проти». Для перемоги Коновалову потрібно було набрати більше 50% голосів. 
11 жовтня 2018 року голова республіканської виборчої комісії Олександр Чуманін заявив, що виборча комісія республіки Хакасія звернеться до Верховного суду республіки Хакасія з проханням скасувати реєстрацію на виборах Валентина Коновалова. До комісії надійшло подання прокуратури, в якому йдеться, що при подачі документів від Коновалова, по-перше, було неправильно вказано назву осередку партії: у документах воно називається «КПРФ-Хакаське регіональне відділення». Комуністичної партії», а в реєстрі юридичних осіб партія зареєстрована як «Хакаське регіональне відділення Комуністичної партії Російської Федерації». А по-друге, за даними прокуратури, документи партійної конференції не були завірені керівником обласного осередку (яким є Коновалов), а головуючим секретарем, який проводив партійну конференцію.   
Дії РВК викликали критику, в тому числі голова ЦВК Елла Памфілова, яка заявила, що «Республіканська комісія подала в суд на себе, щоб фактично скасувати майбутній другий тур виборів», і що «непоправної шкоди всьому виборчому процесу завдано». в регіоні може бути спричинено». Згідно із законом, зняти зареєстрованого кандидата можна протягом 10 днів, крім випадків, коли є нововиявлені обставини. Валентин Коновалов подав зустрічний позов на рішення виборчої комісії.   
12 жовтня відбулося засідання Верховного суду Хакасії, де суддя Валерій Соловйов переніс розгляд позову на 15 жовтня. 
13 жовтня виконуючий обов'язки глави Хакасії Михайло Развожаєв заявив, що особисто звернувся до виборчої комісії з проханням відкликати з Верховного суду справу про скасування реєстрації Валентина Коновалова. 
15 жовтня Республіканська виборча комісія вирішила відкликати позов до Верховного суду про скасування реєстрації. Верховний суд Хакасії також припинив розгляд позову кандидата в глави Хакасії від Партії зростання Олександра Мехаря про скасування реєстрації Валентина Коновалова на підставі рішення виборчої комісії, яка визнала один із відеозаписів Комуністичної партії порушує закон. 15 жовтня Олександр Мяхар заявив про відкликання позову.  
11 листопада 2018 року у другому турі виборів Коновалов, набравши понад 57% голосів, був обраний главою республіки. 

## Губернаторська кампанія 2023 року
"Єдина Росія" висунула депутата Держдуми Сергія Сокола, щоб оскаржити переобрання Коноволова. Однак після того, як опитування показали, що партія знову матиме погані результати, Сокол знявся з перегонів. Сокол заперечував, що погані результати опитування були причиною його відкликання, посилаючись на стан здоров'я.
Згодом Коновалов був безпроблемно переобраний у першому турі, набравши 63,14% голосів.

## Голова Хакасії

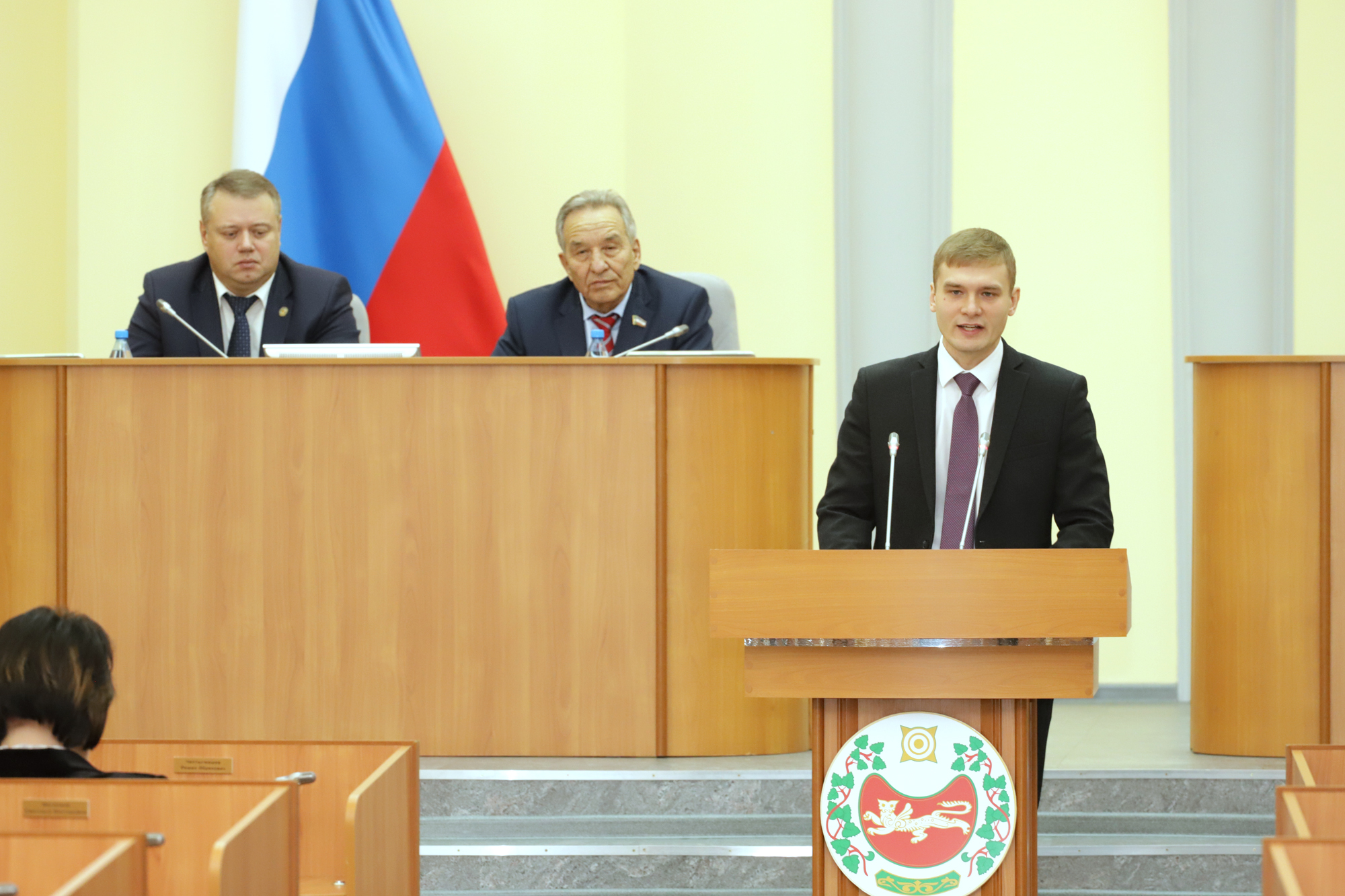
Інавгурація Валентина Коновалова 15 листопада 2018 року

15 листопада 2018 року Валентин Коновалов склав присягу перед депутатами Верховної Ради республіки та суддями Верховного Суду республіки.

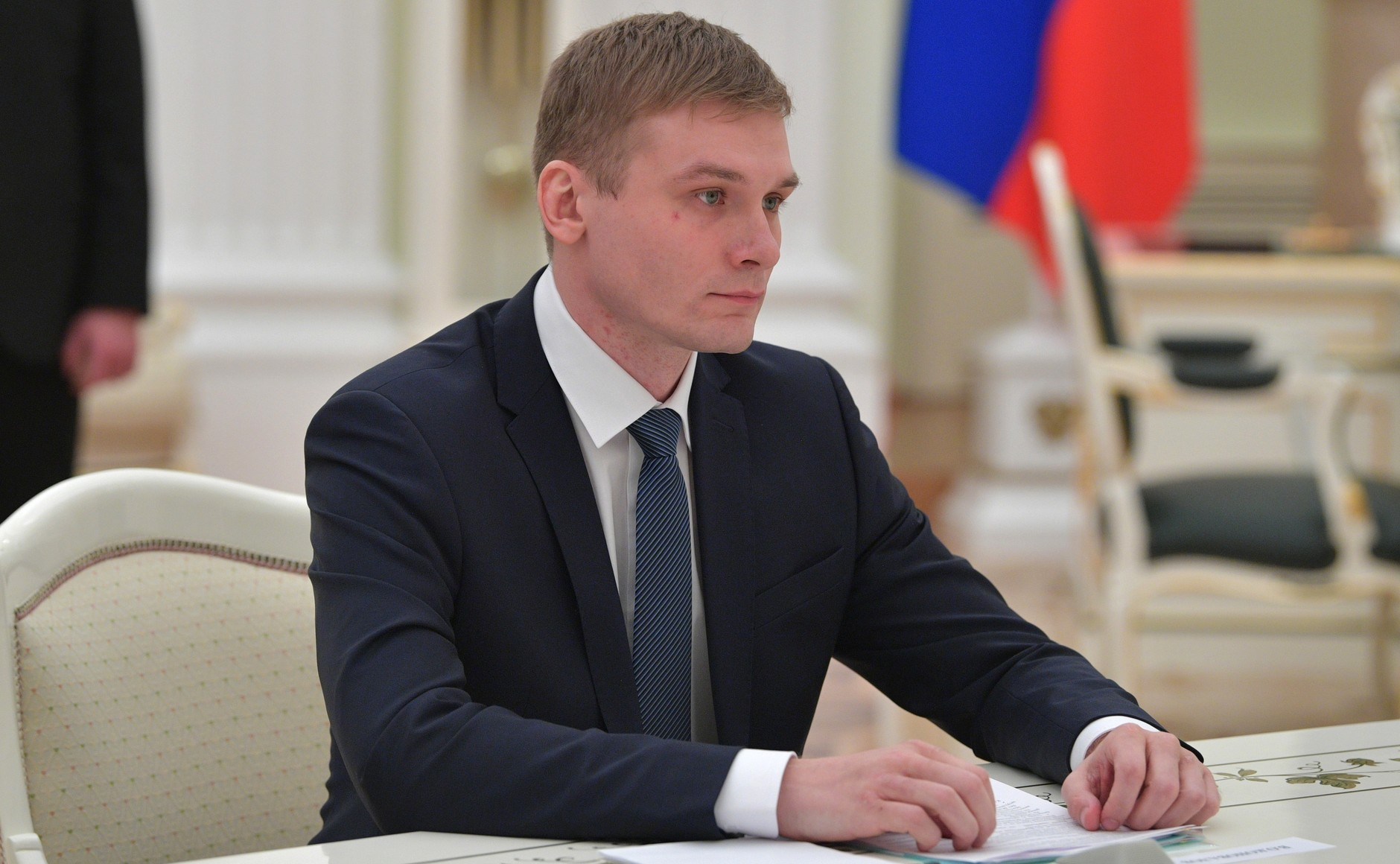
Під час зустрічі з президентом Володимиром Путіним 27 грудня 2018 р

### Формування уряду
Новий уряд Хакасії було пообіцяно створити шляхом коаліції. Він мав формуватися не за партійним принципом, а за принципом професіоналізму претендентів на міністерські посади. Формування мало відбуватися на конкурсній основі. Ймовірно, крім КПРФ та ЛДПР (ці партії домовилися про коаліції в трьох регіонах, де на виборах губернаторів перемогли їхні кандидати) мали бути позафракційні й представники інших партій, Коновалов не виключив, що до складу уряду можуть увійти члени Єдиної Росії.
Відразу після інавгурації Коновалов провів засідання обласного уряду, на якому звільнив решту міністрів та їхніх заступників (напередодні з уряду пішли у відставку 13 високопосадовців). Того ж дня Коновалов провів перше призначення. Депутат Верховної Ради Хакасії від «Єдиної Росії» Андрій Асочаков зайняв посаду першого заступника глави республіки. Коновалов сказав, що координуватиме фінанси та комунікацію з федеральним урядом Росії. Секретар Тульського обкому КПРФ і мер міста Донського Тульської області Богдан Павленко обійняв посаду заступника глави республіки. Коновалов заявив, що Павленко керуватиме апаратом своєї адміністрації та реструктуризуватиме місцеву владу. 

### Перебування на посаді губернатора
Коновалов назвав боротьбу з корупцією головною темою свого губернаторства.
Що стосується економічної політики, то він зробив кроки до впровадження елементів планової економіки .
Коновалов відреагував на пандемію COVID-19 у Росії видачею розпорядження про перебування вдома. Протягом наступних місяців обмеження поступово знімали.
Його зовнішня політика була зосереджена на посиленні торгівлі та туристичної співпраці з азійськими країнами, зокрема з соціалістичними В'єтнамом і Китаєм.
Як губернатор, Коновалов був зобов’язаний забезпечити російську мобілізацію 2022 року . 24 лютого 2023 року Міністерство фінансів США внесло Коновалова до списку спеціально позначених громадян та заблокованих осіб, вказавши, що він причетний до «здійснення російських операцій та агресії проти України, незаконного управління окупованими українськими територіями в інтересах Російської Федерації» та «заклик російських громадян на війну».  З аналогічних причин він також був внесений до санкційного списку України 1 квітня 2023 року 
Незважаючи на перемогу на перевиборах у вересні 2023 року, його партія програла вибори до Верховної Ради Хакасії. Це сталося тому, що, незважаючи на те, що комуністи отримали більше голосів, ніж будь-яка інша партія на частині виборів за партійними списками, «Єдина Росія» отримала майже всі місця за мажоритарною системою в одномандатних округах.
Шаблон:Compact election box no change begin
Шаблон:Compact election box no change
Шаблон:Compact election box no change
Шаблон:Compact election box no change
Шаблон:Compact election box no change
Шаблон:Compact election box no change
Шаблон:Compact election box no change end